# عثمان الشهايبي
عثمان الشهيبي (مواليد 23 ديسمبر 1954) هو لاعب كرة قدم تونسي سابق، لعب مع منتخب تونس لكرة القدم. سبق له أن لعب في كأس العالم لكرة القدم مع منتخب بلاده.

## روابط خارجية
- عثمان الشهيبي على موقع الاتحاد الدولي (مؤرشف)  (الإنجليزية)
- عثمان الشهيبي على موقع قاعدة بيانات كرة القدم.إي يو (الإنجليزية)
- عثمان الشهيبي على موقع ناشيونال فوتبول تيمز (الإنجليزية)
- عثمان الشهيبي على موقع عالم كرة القدم.نت (الإنجليزية)